# Why Don't You Love Me
„Why Don't You Love Me” este un cântec al interpretei americane Beyoncé Knowles. El a fost înregistrat pentru cel de-al treilea material discografic de studio al artistei, I Am... Sasha Fierce, fiind distribuit inițial doar ca piesă bonus pe unele versiuni ale albumului. Odată cu relansările discului din noiembrie 2009, compoziția a fost și ea inclusă pe noile variante („Deluxe Edition — 2009” și „Platinum Edition”).
Compoziția s-a bucurat de o atenție sporită în urma premierei videoclipului de care a beneficiat, regizat de Knowles sub pseudonimul „Bee-Z” și frecventa sa colaboratoare Melina Matsoukas, în acesta solista interpretând personajul „B.B. Homemaker”. Materialul promoțional a început să fie distribuit de magazinul virtual iTunes începând cu data de 18 mai 2010, la doar două săptămâni de la prima sa difuzare integrală. Reacțiile au fost majoritar pozitive, Entertainment Weekly catalogând-o pe artistă drept „o gospodină fierbinte”. Percepția criticilor de specialitate asupra cântecului a fost preponderent favorabilă, Music OMH și Music News oferindu-i recenzii pozitive în cadrul prezentării albumului de proveniență. De asemenea, o serie de surse indicau faptul că lansarea scurtmetrajului reprezintă o nedreptate săvârșită de Knowles la adresa fostei componente Destiny's Child Kelly Rowland, care își promova înregistrarea de revenire („Commander”) în aceeași perioadă, însă Rowland a negat orice rivalitate între ea și Beyoncé.
Piesa a ocupat locul întâi în ierarhia americană Billboard Hot Dance Club Play fără a beneficia de o campanie de promovare, fiind unul dintre cele trei cântece ale artistei ce câștigă această distincție în cadrul anului 2010, fiind urmat la scurt timp de colaborările lui Knowles cu Lady GaGa, „Telephone” și „Video Phone”. Apariția videoclipului a favorizat intrarea sa în clasamente, activând într-o serie de liste muzicale din Europa și Oceania. „Why Don't You Love Me” a avansat până pe treapta a cincea în ierarhia macedoniană compilată de Antenna 5, dar și pe poziția cu numărul patru în Deutsche Black Charts (contorizată de MTV Germania), în timp ce în Australia cele aproximativ 1180 de exemplare comercializate în prima săptămână au fost suficiente pentru a plasa compoziția pe locul șaptezeci și trei.

## Informații generale și compunere
Inițial, „Why Don't You Love Me” a apărut ca înregistrare bonus a primei ediții speciale a materialului I Am... Sasha Fierce, lansate în 2008, urmând ca ulterior să fie inclusă pe noile versiuni (denumite „Deluxe Edition” — în Statele Unite ale Americii — și „Platinum Edition” — în restul lumii) promovate un an mai târziu. Alături de această compoziție au mai fost oferite alte trei cântece, „Honesty” (care a apărut inițial pe o compilație a grupului Destiny's Child), „Save the Hero” (compoziție cu același statut precum „Why Don't You Love Me” pe prima ediție) și un remix al discului single „Ego” (imprimat alături de Kanye West) —  pe versiunea „Platinum Edition”, în timp ce varianta americană a oferit o compoziție diferită, „Poision”, alături de un remix al cântecului „Video Phone”, realizat în colaborare cu Lady GaGa.
„Why Don't You Love Me” a fost scrisă de sora lui Beyoncé, Solange Knowles, contribuții notabile aducând și artista alături de Angela Beyince, Eddie Smith III, Jesse Rankins și Jonathan Wells, ultimii trei (The Bama Boyz) ocupându-se și de producerea compoziției. În luna iulie a anului 2010, grupul de producători a oferit o serie de informații despre procesul de creare al cântecului, susținând că inspirația pentru înregistrare le-a venit în timpul petrecut în Londra, Anglia, la finele turneului de promovare al lui Beyoncé pentru albumul B'Day. Piesa a început a fi compusă în Londra și a fost finalizată în Statele Unite ale Americii, rezultatul final fiind reprezentat de un cântec a cărui structură a fost catalogată drept „neobișnuită”, conform MTV, care a continuat spunând că acesta „a ajuns din fericire în mâinile persoanei potrivite”. Rankins a detaliat în cadrul interviului, susținând că: „Solange ne-a sunat și ne-a spus, «Hey, o să scriu câteva cântece pentru sora mea. Trimiteți-mi niște piese!». Am avut mai multe înregistrări care păreau mai potrivite pentru Beyoncé, dar am adăugat acea compoziție ca ultima de pe CD pentru că ne-am gândit «Asta nu e Beyoncé», dar am știut că o va încânta pe Solange. Așadar am adăugat piesa acolo — dar ne-am contrariat asupra includerii sale acolo, pentru că era ultimul la care ne așteptam ca ea să-l aleagă”.
Piesa a intrat în centrul atenției odată cu apariția unui scurtmetraj de mai puțin de un minut pe website-ul Vimeo, ce indica faptul că a fost filmat și un videoclip pentru cântec. O serie de surse au indicat faptul că decizia solistei de a lansa un nou material promoțional de pe albumul I Am... Sasha Fierce chiar înainte ca interpreta Kelly Rowland (fosta sa colegă din formația Destiny's Child) să înceapă promovarea pentru propriul său disc single „Commander” este una nedreaptă față de Rowland. Cu toate acestea, Rowland a negat existența unui conflict cu Knowles, afirmând faptul că mass-media este mult prea preocupată de acest aspect și încearcă să creeze o neînțelegere ce nu există, adăugând și ideea conform căreia alături de Beyoncé, la momentul respectiv au fost și alți artiști în stadiul de a promova compoziții noi, amintind doar de solistele Ciara și Lady GaGa.

## Stil muzical, versuri și recenzii
„Why Don't You Love Me” este un cântec rhythm and blues ce prezintă însă influențe de disco și latino. Versurile abordează tema dragostei, subiect frecvent întâlnit în compozițiile lui Knowles, protagonista adresându-i o întrebare persoanei iubite în legătură cu motivele pentru care aceasta nu îi împărtășește sentimentele, expunându-și totodată calitățile sale.
Întrucât a fost inclus pe ediția specială a albumului lansată în anul 2009, la aproximativ doisprezece luni de la prima versiune distribuită a materialului, critica de specialitate nu au acordat aceeași atenție noi variante a discului. Cu  toate acestea, cei care au făcut-o au perceput într-un mod favorabil compozițiile noi adăugate, printre care și „Why Don't You Love Me”. Astfel, Andrew Burgess — editor muzical al Music OMH — a amintit înregistrarea într-un cadru favorabil, felicitând-o alături de cântece precum „Radio” și „Video Phone”, descriind-o drept „fulgerătoare”, în timp ce Music News a catalogat-o drept „viguroasă”. Hannah Spencer de la All Gigs.co.uk a avut o opinie distinctă, descriind compoziția drept „plictisitoare”, aceasta aflându-se în contrast cu preluarea „Honesty” și „Save the Hero”, „ambele punând în evidență vocea minunată, sentimentală a lui Beyoncé”.

## Ordinea pieselor pe disc
| Nr.                                       | Titlul                      | Durată |
| ----------------------------------------- | --------------------------- | ------ |
| Descărcare digitală distribuită în S.U.A. |                             |        |
| 01.                                       | „Why Don't You Love Me” [A] | 3:37   |
| EP digital distribuit în Germania         |                             |        |
| 01.                                       | „Why Don't You Love Me” [A] | 3:37   |
| 02.                                       | „Why Don't You Love Me” [B] | 3:37   |
| 03.                                       | „Why Don't You Love Me” [C] | 4:50   |

| Nr.                                       | Titlul                      | Durată |
| ----------------------------------------- | --------------------------- | ------ |
| Single digital distribuit în Germania     |                             |        |
| 01.                                       | „Why Don't You Love Me” [A] | 3:37   |
| 02.                                       | „Why Don't You Love Me” [B] | 3:37   |
| Single digital distribuit în Regatul Unit |                             |        |
| 01.                                       | „Why Don't You Love Me” [D] | 3:34   |
| 02.                                       | „Why Don't You Love Me” [E] | 3:33   |

Specificații
| - A ^ Versiunea de pe albumul de proveniență, I Am... Sasha Fierce. - B ^ Remix „Jump Smokers Club Remix”. - C ^ Videoclip. | - D ^ Remix „MK Ultras Remix - Radio Edit”. - E ^ Remix „Starsmith Remix - Radio Edit”. |

## Videoclip
Scurtmetrajul realizat pentru „Why Don't You Love Me” este cel de-al nouălea videoclip realiat pentru un cântec de pe albumul din anul 2008 al lui Knowles, I Am... Sasha Fierce. Primele scene au fost difuzate începând cu data de 1 mai 2010, acestea fiind cuprinse într-un material promoțional de aproximativ patruzeci de secunde, care fac parte din scurtmetrajul final. Videoclipul complet a avut premiera trei zile mai târziu, pe data de 4 mai, având o durată totală de aproximativ cinci minute. „Why Don't You Love Me” a fost regizat de Knowles (sub titulatura de Bee-Z) și frecventa sa colaboratoare Melina Matsoukas, cu care a conlucrat anterior la scurtmetrajele pentru cântecele „Diva”, „Green Light”, „Kitty Kat”, „Suga Mama”, „Upgrade U”, dar și înregistrarea sa cu Alicia Keys („Put It in a Love Song”). Materialul a necesitat un timp de pregătire cuprins între două și trei zile, fiind filmat într-o zi. Marea majoritate a scenelor au fost realizate pe o proprietate din Los Angeles, California, Statele Unite ale Americii, deținută de un cetățean ce le-a permis celor două să utilizeze atât reședința cât și o serie de mașini în videoclip. Scurtmetrajul a început a fi distribuit prin intermediul magazinului virtual iTunes începând cu data de 18 mai 2010, la două săptămâni de la premiera sa oficială.
Videoclipul debutează cu o scenă împrumutată din serialul Leave It To Beaver, prin intermediul căreia este prezentată Knowles în postura personajului „B.B. Homemaker”, fiindu-i adus totodată un omagiu spectacolului amintit. Cântecul propriu-zis începe odată ce solista este surprinsă intrând într-o casă. Pe toată perioada scurtmetrajului artista este afișată în timp ce fumează o țigară, bea o cupă cu martini și vorbește la telefon. Aceste aspecte reprezintă un omagiu adus lui Bettie Page, asemeni celor din videoclipurile pentru „Telephone” și „Video Phone”, realizate alături de Lady GaGa. Conform lui Melanie Bertoldi de la Billboard, Knowles „discută în contradictoriu cu iubitul său în timp ce savurează un cocktail și inhalează o țigară în videoclip. Imaginile pline de fantezie se încheie cu greu aici, deoarece sunt urmate de secvențe în care Beyoncé se ocupă de grădinărit, freacă podele și coace prăjituri”. De asemenea, Rap-Up a adăugat că în videoclip solista citește în timpul unor scene, pentru ca mai apoi să șteargă de praf cele șaisprezece premii Grammy, câștigate în timpul carierei independente și a celei cu formația Destiny's Child. Solista este afișată și într-un costum de tip „dominatrix”, care conform lui Bertoldi amintește de era Rated R a Rihannei, însă adaugă faptul că interpretarea artistei este una nouă.
Percepția asupra videoclipului a fost preponderent pozitivă, Brad Wete de la Entertainment Weekly descriind-o pe Knowles drept „o gospodină fierbinte”, în timp ce Jayson Rodriguez de la MTV a fost de părere că interpretarea sa constituie este cea mai bună întruchipare a lui Betty Draper dintre toate cele realizate de solistă. De asemenea, Bill Lamb de la About.com a fost mai rezervat, făcând referire strict la decor, costume și influențele prezente. După lansarea sa, videoclipul a devenit o prezență constantă pe lista de difuzări a posturilor de televiziune din Regatul Unit coordonate de MTV.
Controverse
Philip Markowitz, o persoană ce locuia în vecinătatea locului de filmare al videoclipului, a intentat un proces pe data de 28 mai 2010, împotriva lui Knowles, Dinei Ciccotello, dar și împotriva companiilor „Klener & Company” și „Bags and Boards”, cerând totodată suma de 25.000 de dolari americani. Motivul dezvăluit de Markowitz pentru care a depus plângerea îl constituie faptul că de fiecare dată când încerca să părăsească casa, echipa de filmare îi bloca accesul, continuând cu faptul că „a pierdut o serie de telefoane în interes de afaceri în timp ce purta o discuție în contradictoriu pe un ton calm în fața casei sale”, cerând despăgubiri pentru „încălcarea proprietății sale și inconvenientele și întârziere de pe urma căreia a avut de suferit”.
De asemenea, conform unor publicații din România, interpreta de origine română Inna este convinsă de faptul că Beyoncé a copiat stilul folosit de ea într-un pictorial realizat înaintea filmării videoclipului pentru „Why Don't You Love Me”, acest aspect fiind un efect al succesului experimentat de Inna — conform impresarului româncei. Cu toate acestea, managementul artistei a fost de părere că asemănarea este doar rodul unei coincidențe.

## Prezența în clasamente
„Why Don't You Love Me” a debutat în clasamentul american Billboard Hot Dance Club Play în ediția din data de 19 decembrie 2009 pe locul patruzeci și șapte, fiind cea mai înaltă intrate în listă în cadrul acelei săptămâni. Cântecul s-a bucurat de succes major în lista compilată de Billboard, ocupând prima poziție în cea de-a noua săptămână de activitate, înlocuind piesa „Did It Again” a Shakirei, devenind primul dintr-o serie de trei discuri single lansate de Knowles ce au obținut aceeași distincție în cadrul anului 2010, celelalte două fiind colaborările sale cu Lady GaGa, „Telephone” și „Video Phone”. Compoziția a coborât din vârful ierarhiei la șapte zile distanță (fiind înlocuit de șlagărul Rihannei „Russian Roulette”), pentru ca mai apoi să părăsească primele zece trepte ale clasamentului după doar zece săptămâni. De asemenea, „Telephone” a ocupat prima poziție în aceeași lista la doar două săptămâni distanță față de „Why Don't You Love Me”.
La scurt timp după apariția videoclipului, cântecul a început să intre și într-o serie de clasamente naționale, reușind să activeze în ierarhiile din țări precum Australia, Belgia, Bulgaria, Croația, Germania, Macedonia, Portugalia, Serbia sau Slovacia. În prima regiune, „Why Don't You Love Me” a debutat pe locul șaptezeci și trei în lista ARIA Singles Chart, aspect datorat celor 1177 exemplare comercializate de-a lungul săptămânii anterioare, în timp ce în ultima țară a câștigat suficiente difuzări pentru a atinge treapta cu numărul patruzeci și patru în ierarhia compilată de IFPI. De asemenea, în Regatul Unit, cântecul a debutat pe locul o sută patruzeci și doi în ierarhia oficială, avansând până pe locul cincizeci și unu, în timp ce îl lista cântecelor R&B s-a poziționat pe treapta cu numărul paisprezece. Înregistrarea a activat și în România, debutând pe locul douăzeci și opt în ierarhia celor mai difuzate cântece ale postului de radio Europa FM.

## Clasamente
| Țară (clasament)                 | Poziția maximă | Referință |
| -------------------------------- | -------------- | --------- |
| Australia (ARIA)                 | 73             | [ 46 ]    |
| Belgia — Flandra (Ultratop)      | 60             | [ 47 ]    |
| Bulgaria (APC Charts)            | 38             | [ 48 ]    |
| Croația (e!Hot)                  | 20             | [ 49 ]    |
| Macedonia (Antenna 5)            | 5              | [ 20 ]    |
| Germania (Deutsche Black Charts) | 4              | [ 21 ]    |

| Țară (clasament)                       | Poziția maximă | Referință |
| -------------------------------------- | -------------- | --------- |
| Portugalia (APC Charts)                | 30             | [ 48 ]    |
| Regatul Unit (UK Singles Chart)        | 51             | [ 48 ]    |
| Regatul Unit (OCC — UK R&B Chart)      | 14             | [ 53 ]    |
| Serbia (Top 50 Srbija)                 | 13             | [ 50 ]    |
| Slovacia (IFPI)                        | 44             | [ 51 ]    |
| S.U.A. (Billboard Hot Dance Club Play) | 1              | [ 55 ]    |

## Versiuni existente
| - „Why Don't You Love Me” (versiunea de pe albumul I Am... Sasha Fierce) - „Why Don't You Love Me” (negativ) - „Why Don't You Love Me” (remix „Jump Smokers Club Remix”) | - „Why Don't You Love Me” (remix „MK Ultras Remix - Radio Edit”) - „Why Don't You Love Me” (remix „Starsmith Remix - Radio Edit”) |

## Personal
- Sursă:[5]
- Voce: Beyoncé Knowles;
- Compozitori: Bama Boyz și Beyoncé Knowles
- Textieri: Beyoncé Knowles, Solange Knowles, Angela Beyince, Eddie Smith III, Jesse Rankins și Jonathan Wells

## Datele lansărilor
| Țara                       | Data lansării     | Casă de discuri  | Format              | Referințe |
| -------------------------- | ----------------- | ---------------- | ------------------- | --------- |
| Statele Unite ale Americii | noiembrie 2008    | Columbia Records | descărcare digitală | [ 1 ]     |
| Statele Unite ale Americii | 20 noiembrie 2009 | Columbia Records | descărcare digitală | [ 2 ]     |
| Regatul Unit               | 20 noiembrie 2009 | Columbia Records | descărcare digitală | [ 3 ]     |
| Germania                   | 2 iulie 2010      | Columbia Records | EP digital          | [ 56 ]    |
| Irlanda                    | 27 august 2010    | Columbia Records | descărcare digitală | [ 57 ]    |
| Regatul Unit               | 29 august 2010    | Columbia Records | descărcare digitală | [ 58 ]    |

Notă
- În 2008 cântecul a fost distribuit clienților magazinului virtual iTunes în Statele Unite ale Americii ca înregistrare bonus pentru cei ce solicitau o precomandă a albumului I Am... Sasha Fierce. În 2009 „Why Don't You Love Me” a devenit disponibil și în alte teritorii ca parte a noilor ediții ale materialului de bază.